# Quan Hóa
Quan Hóa là một huyện miền núi nằm ở phía tây bắc tỉnh Thanh Hóa, Việt Nam.

## Địa lý
Huyện Quan Hóa có vị trí địa lý:
- Phía đông giáp huyện Bá Thước
- Phía tây giáp huyện Mường Lát và biên giới với Lào khoảng 4,8 km
- Phía nam giáp huyện Quan Sơn
- Phía bắc giáp huyện Vân Hồ, tỉnh Sơn La và huyện Mai Châu, tỉnh Hòa Bình.

Huyện Quan Hóa có diện tích tự nhiên 990,70 km², dân số năm 2022 là 50.678 người, mật độ dân số đạt 51 người/km². Dân số năm 2019 là 48.856 người, mật độ dân số đạt 49 người/km².

### Hệ thống hang
- Hang Co Luồng
- Hang Ma (hang Phi) bản Khằm thị trấn Hồi Xuân và Bản Nà Lặc xã Nam Xuân
- Hang Dồn tại Bản En xã Phú Thanh

Quan Hóa từng là huyện lớn nhất Thanh Hóa về diện tích và từng là một trong những huyện có diện tích lớn nhất ở Việt Nam (năm 1995) với tổng diện tích lên tới 2.741 km², dân số là 127.000 người; sau này Quan Hóa tách ra làm 3 huyện (Quan Hóa, Quan Sơn, Mường Lát) nên có diện tích như hiện tại.
Quốc lộ 15A chạy qua huyện.

### Khí hậu
| Dữ liệu khí hậu của trạm Hồi Xuân (Quan Hóa) | Dữ liệu khí hậu của trạm Hồi Xuân (Quan Hóa) | Dữ liệu khí hậu của trạm Hồi Xuân (Quan Hóa) | Dữ liệu khí hậu của trạm Hồi Xuân (Quan Hóa) | Dữ liệu khí hậu của trạm Hồi Xuân (Quan Hóa) | Dữ liệu khí hậu của trạm Hồi Xuân (Quan Hóa) | Dữ liệu khí hậu của trạm Hồi Xuân (Quan Hóa) | Dữ liệu khí hậu của trạm Hồi Xuân (Quan Hóa) | Dữ liệu khí hậu của trạm Hồi Xuân (Quan Hóa) | Dữ liệu khí hậu của trạm Hồi Xuân (Quan Hóa) | Dữ liệu khí hậu của trạm Hồi Xuân (Quan Hóa) | Dữ liệu khí hậu của trạm Hồi Xuân (Quan Hóa) | Dữ liệu khí hậu của trạm Hồi Xuân (Quan Hóa) | Dữ liệu khí hậu của trạm Hồi Xuân (Quan Hóa) |
| Tháng                                        | 1                                            | 2                                            | 3                                            | 4                                            | 5                                            | 6                                            | 7                                            | 8                                            | 9                                            | 10                                           | 11                                           | 12                                           | Năm                                          |
| -------------------------------------------- | -------------------------------------------- | -------------------------------------------- | -------------------------------------------- | -------------------------------------------- | -------------------------------------------- | -------------------------------------------- | -------------------------------------------- | -------------------------------------------- | -------------------------------------------- | -------------------------------------------- | -------------------------------------------- | -------------------------------------------- | -------------------------------------------- |
| Cao kỉ lục °C (°F)                           | 35.1 (95.2)                                  | 36.8 (98.2)                                  | 40.7 (105.3)                                 | 41.0 (105.8)                                 | 41.7 (107.1)                                 | 41.3 (106.3)                                 | 40.3 (104.5)                                 | 39.0 (102.2)                                 | 40.6 (105.1)                                 | 37.8 (100.0)                                 | 35.6 (96.1)                                  | 34.9 (94.8)                                  | 41.7 (107.1)                                 |
| Trung bình ngày tối đa °C (°F)               | 21.6 (70.9)                                  | 23.0 (73.4)                                  | 25.9 (78.6)                                  | 30.3 (86.5)                                  | 33.4 (92.1)                                  | 33.9 (93.0)                                  | 33.8 (92.8)                                  | 32.9 (91.2)                                  | 31.6 (88.9)                                  | 29.3 (84.7)                                  | 26.3 (79.3)                                  | 23.2 (73.8)                                  | 28.7 (83.7)                                  |
| Trung bình ngày °C (°F)                      | 17.0 (62.6)                                  | 18.5 (65.3)                                  | 21.1 (70.0)                                  | 24.7 (76.5)                                  | 27.0 (80.6)                                  | 27.8 (82.0)                                  | 27.7 (81.9)                                  | 27.2 (81.0)                                  | 26.2 (79.2)                                  | 23.9 (75.0)                                  | 20.8 (69.4)                                  | 17.8 (64.0)                                  | 23.3 (73.9)                                  |
| Tối thiểu trung bình ngày °C (°F)            | 14.4 (57.9)                                  | 15.9 (60.6)                                  | 18.4 (65.1)                                  | 21.5 (70.7)                                  | 23.4 (74.1)                                  | 24.5 (76.1)                                  | 24.4 (75.9)                                  | 24.3 (75.7)                                  | 23.4 (74.1)                                  | 21.1 (70.0)                                  | 18.0 (64.4)                                  | 15.0 (59.0)                                  | 20.4 (68.7)                                  |
| Thấp kỉ lục °C (°F)                          | 2.5 (36.5)                                   | 5.8 (42.4)                                   | 6.0 (42.8)                                   | 12.5 (54.5)                                  | 16.3 (61.3)                                  | 17.0 (62.6)                                  | 20.2 (68.4)                                  | 19.6 (67.3)                                  | 16.7 (62.1)                                  | 10.9 (51.6)                                  | 6.4 (43.5)                                   | 2.1 (35.8)                                   | 2.1 (35.8)                                   |
| Lượng mưa trung bình mm (inches)             | 17.2 (0.68)                                  | 15.5 (0.61)                                  | 36.2 (1.43)                                  | 91.9 (3.62)                                  | 220.4 (8.68)                                 | 254.0 (10.00)                                | 326.3 (12.85)                                | 332.9 (13.11)                                | 273.9 (10.78)                                | 153.5 (6.04)                                 | 45.9 (1.81)                                  | 16.3 (0.64)                                  | 1.784,1 (70.24)                              |
| Số ngày mưa trung bình                       | 7.7                                          | 8.9                                          | 11.5                                         | 14.2                                         | 17.6                                         | 18.6                                         | 19.4                                         | 19.2                                         | 15.4                                         | 11.4                                         | 7.5                                          | 5.4                                          | 156.6                                        |
| Độ ẩm tương đối trung bình (%)               | 85.6                                         | 85.1                                         | 84.5                                         | 83.5                                         | 82.1                                         | 84.6                                         | 85.5                                         | 87.1                                         | 87.4                                         | 86.9                                         | 86.1                                         | 85.1                                         | 85.3                                         |
| Số giờ nắng trung bình tháng                 | 70.9                                         | 65.1                                         | 75.9                                         | 119.1                                        | 169.3                                        | 148.7                                        | 154.7                                        | 152.5                                        | 142.5                                        | 124.0                                        | 114.8                                        | 100.1                                        | 1.437,6                                      |
| Nguồn: QCVN 02:2022/BXD                      |                                              |                                              |                                              |                                              |                                              |                                              |                                              |                                              |                                              |                                              |                                              |                                              |                                              |

## Lịch sử
Sau năm 1954, huyện Quan Hóa gồm 16 xã: Hiền Chung, Hồi Xuân, Nam Động, Phú Lệ, Phú Nghiêm, Phú Xuân, Quang Chiểu, Sơn Lư, Sơn Thủy, Tam Chung, Tam Lư, Thiên Phủ, Trung Hạ, Trung Thành, Trung Thượng và Trung Xuân.
Ngày 6 tháng 3 năm 1963, Hội đồng chính phủ ban hành Quyết định 30-CP. Theo đó: 
- Chia xã Tam Chung thành ba xã: Tam Chung, Trung Lý và Pù Nhi
- Chia xã Sơn Thủy thành hai xã: Sơn Thủy và Sơn Điện
- Chia xã Trung Thành thành hai xã: Trung Thành và Trung Sơn.

Ngày 13 tháng 4 năm 1966, Bộ Nội vụ ban hành quyết định 98-NV. Theo đó: 
- Chia xã Hiền Chung thành hai xã: Hiền Chung và Hiền Kiệt
- Chia xã Nam Động thành ba xã: Nam Động, Nam Tiến và Nam Xuân.

Ngày 14 tháng 12 năm 1984, Hội đồng bộ trưởng ban hành quyết định 163-HĐBT. Theo đó: 
- Chia xã Tam Chung thành hai xã: Tén Tằn và Tam Chung
- Chia xã Quang Chiểu thành hai xã: Mường Chanh và Quang Chiểu.

Ngày 5 tháng 1 năm 1987, Hội đồng bộ trưởng ban hành quyết định 4-HĐBT. Theo đó, thành lập thị trấn Quan Hóa (thị trấn huyện lỵ huyện Quan Hóa) trên cơ sở một phần diện tích và dân số của xã Hồi Xuân.
Ngày 29 tháng 2 năm 1988, Hội đồng bộ trưởng ban hành quyết định 19-HĐBT. Theo đó: 
- Chia xã Phú Nghiêm thành hai xã: Phú Nghiêm và Xuân Phú
- Chia xã Phú Xuân thành hai xã: Phú Xuân và Thanh Xuân
- Chia xã Phú Lệ thành ba xã: Phú Lệ, Phú Sơn và Phú Thanh
- Chia xã Sơn Lư thành hai xã: Sơn Lư và Sơn Hà
- Chia xã Trung Thành thành hai xã: Trung Thành và Thành Sơn
- Chia xã Tam Lư thành hai xã: Tam Lư và Tam Thanh.

Cuối năm 1995, huyện Quan Hóa có 33 đơn vị hành chính cấp xã, bao gồm thị trấn Quan Hóa và 32 xã: Hiền Chung, Hiền Kiệt, Hồi Xuân, Mường Chanh, Nam Động, Nam Tiến, Nam Xuân, Phú Lệ, Phú Nghiêm, Phú Sơn, Phú Thanh, Phú Xuân, Pù Nhi, Quang Chiểu, Sơn Điện, Sơn Hà, Sơn Lư, Sơn Thủy, Tam Chung, Tam Lư, Tam Thanh, Tén Tằn, Thành Sơn, Thanh Xuân, Thiên Phủ, Trung Hạ, Trung Lý, Trung Sơn, Trung Thành, Trung Thượng, Trung Xuân, Xuân Phú.
Ngày 18 tháng 11 năm 1996, Chính phủ ban hành Nghị định 72-CP. Theo đó:
- Tách 6 xã: Trung Lý, Tam Chung, Pù Nhi, Tén Tằn, Quang Chiểu và Mường Chanh để thành lập huyện Mường Lát
- Tách 9 xã: Trung Thượng, Trung Hạ, Trung Xuân, Sơn Thủy, Sơn Điện, Sơn Hà, Sơn Lư, Tam Lư và Tam Thanh để thành lập huyện Quan Sơn.

Từ đó đến đầu năm 2019, huyện Quan Hóa có 18 đơn vị hành chính cấp xã, bao gồm thị trấn Quan Hóa và 17 xã: Hiền Chung, Hiền Kiệt, Hồi Xuân, Nam Động, Nam Tiến, Nam Xuân, Phú Lệ, Phú Nghiêm, Phú Sơn, Phú Thanh, Phú Xuân, Thành Sơn, Thanh Xuân, Thiên Phủ, Trung Sơn, Trung Thành, Trung Xuân với 104.352 ha diện tích tự nhiên và 40.905 nhân khẩu.
Ngày 16 tháng 10 năm 2019, Ủy ban Thường vụ Quốc hội ban hành Nghị quyết số 786/NQ-UBTVQH14 về việc sắp xếp các đơn vị hành chính cấp xã thuộc tỉnh Thanh Hóa (nghị quyết có hiệu lực từ ngày 1 tháng 12 năm 2019). Theo đó:
- Sáp nhập xã Hồi Xuân và thị trấn Quan Hóa để thành lập thị trấn Hồi Xuân
- Sáp nhập xã Xuân Phú vào xã Phú Nghiêm
- Sáp nhập xã Thanh Xuân vào xã Phú Xuân.

Huyện Quan Hóa có 1 thị trấn và 14 xã như hiện nay.

## Hành chính
Huyện Quan Hóa có 15 đơn vị hành chính cấp xã trực thuộc, bao gồm thị trấn Hồi Xuân (huyện lỵ) và 14 xã: Hiền Chung, Hiền Kiệt, Nam Động, Nam Tiến, Nam Xuân, Phú Lệ, Phú Nghiêm, Phú Sơn, Phú Thanh, Phú Xuân, Thành Sơn, Thiên Phủ, Trung Sơn, Trung Thành.
| Tên           | Diện tích (km²) | Dân số (người) |
| ------------- | --------------- | -------------- |
| Thị trấn (01) |                 |                |
| Hồi Xuân      | 72,81           | 7.870          |
| Xã (14)       |                 |                |
| Hiền Chung    | 75,34           | 3.070          |
| Hiền Kiệt     | 64,95           | 4.122          |
| Nam Động      | 92,95           | 2.731          |
| Nam Tiến      | 92,71           | 3.272          |
| Nam Xuân      | 38,69           | 2.530          |

| Tên         | Diện tích (km²) | Dân số (người) |
| ----------- | --------------- | -------------- |
| Phú Lệ      | 43,41           | 1.973          |
| Phú Nghiêm  | 44,44           | 2.572          |
| Phú Sơn     | 63,74           | 2.830          |
| Phú Thanh   | 32,35           | 1.925          |
| Phú Xuân    | 102,36          | 5.185          |
| Thành Sơn   | 55,44           | 2.576          |
| Thiên Phủ   | 54,53           | 3.772          |
| Trung Sơn   | 76,81           | 3.308          |
| Trung Thành | 80,20           | 2.942          |

## Kinh tế
Quan Hoá là một huyện nghèo và là một trong những huyện nghèo nhất Việt Nam. Kinh tế chủ yếu là nông nghiệp thô sơ, buôn bán nhỏ. Đời sống nhân dân gặp rất nhiều khó khăn. Nguyên nhân chủ yếu là vì đồi núi chiếm diện tích lớn (95% tổng diện tích), địa hình chia cắt so với các huyện đồng bằng nên giao thông rất khó khăn, việc vận chuyển có chi phí quá cao, tỉ lệ mù chữ còn cao, tất cả đã khiến Quan Hoá rơi vào nghèo đói triền miên, cộng thêm việc do bị ảnh hưởng bởi thiên tai (lũ quét, lũ ống, mưa đá,...) càng làm cho kinh tế huyện nghèo nơi đây thêm khó khăn chồng chất.
GDP đầu người Quan Hoá: 450 USD/người (một trong những huyện có GDP đầu người thấp nhất Thanh Hoá).
Cơ cấu kinh tế Quan Hoá: nông nghiệp: 85% - công nghiệp: 3,5% - dịch vụ: 11,5%.